# Škofljica
Škofljica là một khu tự quản (tiếng Slovenia: občine, số ít – občina) trong vùng Osrednjeslovenska của Slovenia. Škofljica có diện tích 43.3 km², dân số là theo điều tra ngày 31 tháng 3 năm 2002 là 7119 người. Thủ phủ khu tự quản Škofljica đóng tại Škofljica.